# Rbatina
Rbatina – szczyt w paśmie Durmitor, w Górach Dynarskich, położony w Czarnogórze. Leży na północ od Bobotov Kuk.